# Race to the bottom
Der Anglizismus Race to the bottom (deutsch „Wettlauf nach unten“; oder Unterbietungswettlauf) bezeichnet in der Wirtschaft und speziell in der Steuerlehre Theorien, nach denen die Staaten tendenziell einen stetigen Abbau von Sozial-, Arbeits- und Umweltstandards im globalisierten Wettbewerb vornehmen oder im internationalen Steuerwettbewerb bei der Besteuerung immer niedrigere Steuersätze einführen, um ihre internationale Wettbewerbsfähigkeit zu verbessern.

## Allgemeines
Es handelt sich um eine sozioökonomische Phrase, die entweder die staatliche Deregulierung der Geschäftsprozesse oder die Steuersenkung der Unternehmensbesteuerung zum Ziel hat. Dass es einen Unterbietungswettlauf gibt, lässt sich empirisch durch die Existenz von Hochlohn- und Niedriglohnländern sowie Hochsteuer- und Niedrigsteuerländern (Steueroasen) und durch die Tendenz, die Unternehmenssteuern zu senken, beweisen. Die Produktion oder andere betriebliche Funktionen werden in Länder mit niedrigstem Lohnniveau und niedrigsten Sozialstandards verlagert, was die Arbeitskosten senkt, nicht aber unbedingt zum optimalen Grenzprodukt der Arbeit führt. Kapital fließt mittels Kapitalflucht in den Staat, in dem es am niedrigsten besteuert wird, nicht aber dorthin, wo seine Grenzproduktivität am höchsten ist, wodurch die Kapitalkosten sinken und der Gewinn steigt.

## Spieltheorie
Ein „race to the bottom“ entspricht dem Gefangenendilemma in der Spieltheorie, wonach jeder Staat an seinem eigenen Wohlstand orientiert ist. Das Steigern bestimmter Standards würde jedoch eine Kooperation aller Staaten erfordern. Führt dagegen ein Staat diese Standards nicht ein, kann er seine Wettbewerbsfähigkeit steigern.
Das Gefangenendilemma stellt alle Handelnden insofern vor ein Dilemma, als es sich für den einzelnen Akteur nur dann lohnt zu kooperieren, wenn er sicher sein kann, dass alle anderen auch kooperieren. Sobald ein Einzelner davon ausgeht, dass die anderen nicht kooperieren – etwa weil es keinen institutionalisierten Kooperationsdruck gibt –, ist es für ihn lohnender, ebenfalls nicht zu kooperieren und stattdessen den Abwärtswettlauf zu beschleunigen, indem er seinerseits Standards unterbietet. Anders formuliert stellt sich das Dilemma so dar: Die individuell vorteilhafter erscheinende Handlungsoption – nicht kooperieren – erzeugt am Ende ein für alle Handelnden unvorteilhafteres Ergebnis: Man trifft sich letztlich am „bottom“, beim kollektiven Worst Case.

## Ökonomische Grundlagen
Voraussetzungen für ein funktionierendes Race to the bottom sind Freihandel, Niederlassungsfreiheit, Kapitalverkehrsfreiheit sowie Faktormobilität (Arbeits- und Kapitalmobilität). Dann wandern die Produktionsfaktoren Arbeit und Kapital teilweise in jene Staaten ab, in denen die Ziele der Privathaushalte (höchste Nutzenmaximierung) oder die Unternehmensziele (höchste Gewinnmaximierung) am besten erreicht werden können. Werden in einem Staat Standards (Arbeits-, Sozial- oder Umweltstandards) eingeführt oder erhöht, so steigen bei den Unternehmen – welche die Standards zu erfüllen haben – die Kosten (Personalkosten, Sozialkosten, Umweltkosten), was dem auf Kostensenkung ausgerichteten Kostenmanagement der Unternehmen zuwiderläuft. Deshalb wird es einige Unternehmen geben, die nicht kooperieren und ihren Standort in Länder mit geringeren Standards verlagern.

## Wirtschaftliche Aspekte
Ein race to the bottom kann auf verschiedenen Skalen auftreten: Auf der Makroebene zwischen großen Wirtschaftsblöcken (etwa USA – EU – China) ebenso auf der Mesoebene wie zwischen verschiedenen Nationen (etwa innerhalb der EU) oder auf der Mikroebene zwischen verschiedenen Regionen (z. B. innerhalb von Deutschland).
Staatliche Wirtschaftspolitik folgt ausschließlich der Logik der Beggar-thy-Neighbor-Politik und resultiert unvermeidlich in einem sozialen und ökologischen Unterbietungswettlauf. Dies wird auch von David Harvey gestützt: „Strukturanpassung und fiskalische Austerität wurde das Spiel genannt, und der Staat wurde bis zu einem gewissen Grad auf die Rolle reduziert, Wege zu finden, um günstige Geschäftsbedingungen bereitzustellen“. Dieser Wettlauf führt zu einer stetigen Senkung der Steuern auf mobile Produktionsfaktoren wie Kapital und zu einer überproportionalen Erhöhung der Steuern auf relativ immobile Faktoren wie Arbeit, zu einer Unterversorgung mit öffentlichen Gütern oder der Senkung der Standards (Dumping, Sozialdumping). Beim Steuerwettbewerb (Steuerdumping) besteht die Sorge, dass notwendige und wünschenswerte öffentliche Güter (wie etwa Infrastruktur oder Bildungswesen) knapper werden oder die soziale Sicherung untragbar ausgehöhlt wird.
Die Vollendung des EU-Binnenmarkts im Januar 1993 hat die EU-Mitgliedstaaten in einen Unterbietungswettkampf um die besten Standortbedingungen hineingezwungen, was auch zu einer Einschränkung der Souveränität beigetragen hat. Diesem Unterbietungswettlauf kann begegnet werden durch Mindeststandards bei Arbeits-, Sozial- und Umweltstandards sowie durch eine Harmonisierung der Besteuerung. Auch Begrenzungen der Faktormobilität und nationale Präferenzen für ein Mindestmaß an Regulierung stehen dem Unterbietungswettlauf entgegen.
Globalisierungskritiker werfen dem Neoliberalismus vor, ein race to the bottom zwischen verschiedenen (Welt-)Regionen und Staaten zu verursachen: Der Abbau von Handelsbarrieren führe zu global beweglichen Wirtschaftsakteuren. Die gleichzeitige Forderung nach innerer Entmachtung des Nationalstaates („schlanker Staat“) führe zu dessen Unterwanderung durch Lobbygruppen der Wirtschaftsakteure. Die Nationalstaaten würden damit unfähig, sich untereinander entweder auf gemeinsame Sozial-, Arbeits- und Umwelt-Standards zu einigen, oder aber ihre Wirtschaftsakteure wieder in die nationalen Räume zu binden.
Es kann auch eine gegenteilige Entwicklung als „race to the top“ (Überbietungswettlauf) eintreten wie etwa die fortschrittliche Umweltpolitik in Kalifornien (California-Effekt). Auch das Lieferkettengesetz zwingt die Lieferanten und Zulieferer aus Ländern mit niedrigen oder keinen Standards zu einer Anpassung an die hohen Standards, wollen sie weiterhin in der Lieferkette einbezogen bleiben.

## Militär
Auch der militärische Rüstungswettlauf zwischen Staaten wie etwa der NATO-Doppelbeschluss vom Dezember 1979 oder die legale Ausbreitung des privaten Waffenbesitzes in einer Gesellschaft lassen sich dem race to the bottom zuordnen. Institutionalisierte Kooperation würde das bestmögliche Ergebnis erzielen: Ein Rüstungskontrollabkommen verhindert auf beiden Seiten hohe Staatsausgaben für Waffenarsenale, strenge Waffengesetze führen zu einer niedrigeren Zahl von Toten durch Schusswaffen. Wenn aber die einzelnen Akteure unsicher sind, ob die anderen Akteure auch kooperieren, weil es keinen institutionalisierten Druck zur Kooperation gibt, werden sie ebenfalls nicht kooperieren mit dem Worst Case für alle: Die Gefahr eines Overkill, der Ruin ganzer Wirtschaftssysteme durch exzessive Rüstungsausgaben oder ein maximales individuelles Sicherheitsrisiko durch eine epidemische Verbreitung von Feuerwaffen.